# Bokn
Bokn je norská ostrovní obec v kraji Rogaland. Správním sídlem je Føresvik. Obec se rozprostírá na ostrovech Vestre Bokn, Austre Bokn, Loten, Ognøya a mnoha dalších menších ostrovech. Na západě a severu sousedí s obcí Karmøy, na severu a východě s obcí Tysvær, na jihovýchodě s obcí Stavanger a na jihu s ostrovní obcí Kvitsøy.

## Přírodní poměry
Obec leží u Severního moře při jihozápadní části Skandinávského poloostrova. Jižní a jihovýchodní část obce leží u vod Boknafjordu, na západě prochází hranice obce Karmsundem, který ji odděluje od obce Karmøy. Nejvyšším místem obce je Boknafjellet s 293 metry na ostrově Vestre Bokn.

## Doprava
Obcí prochází evropská silnice E39, ta na severu spojuje přes Frekasundský most (Frekasundbru) ostrov Ognøy s norskou pevninou (nedaleko plynárenského zařízení Kårstø). Ostrov Austre Bokn je s ostrovem Ognøy spojen přes Ognasundský most (Ognasundbru) a s ostrovem Vestre Bokn přes Boknasundský most (Boknasundbru). Na jihu spojuje trajekt Arsvågen–Mortavika obec se stavangerským ostrovem Rennesøy, který je spojen s centrem správního sídla kraje Rogaland podmořskými silničními tunely.
V blízké budoucnosti (2026–2028) bude obec spojena s ostrovní obcí Kvitsøy a pevninskou obcí Randabergem, a tedy i Stavangerem, pomocí rekordně dlouhého podmořského silničního tunelu – Boknafjordtunnelu.